# Reticulosa
Ретікулоси або Ретікулоса (лат. Reticulosa) — вимерлий підклас або ряд шестипроменевих губок.